# Franciszek Tatkowski

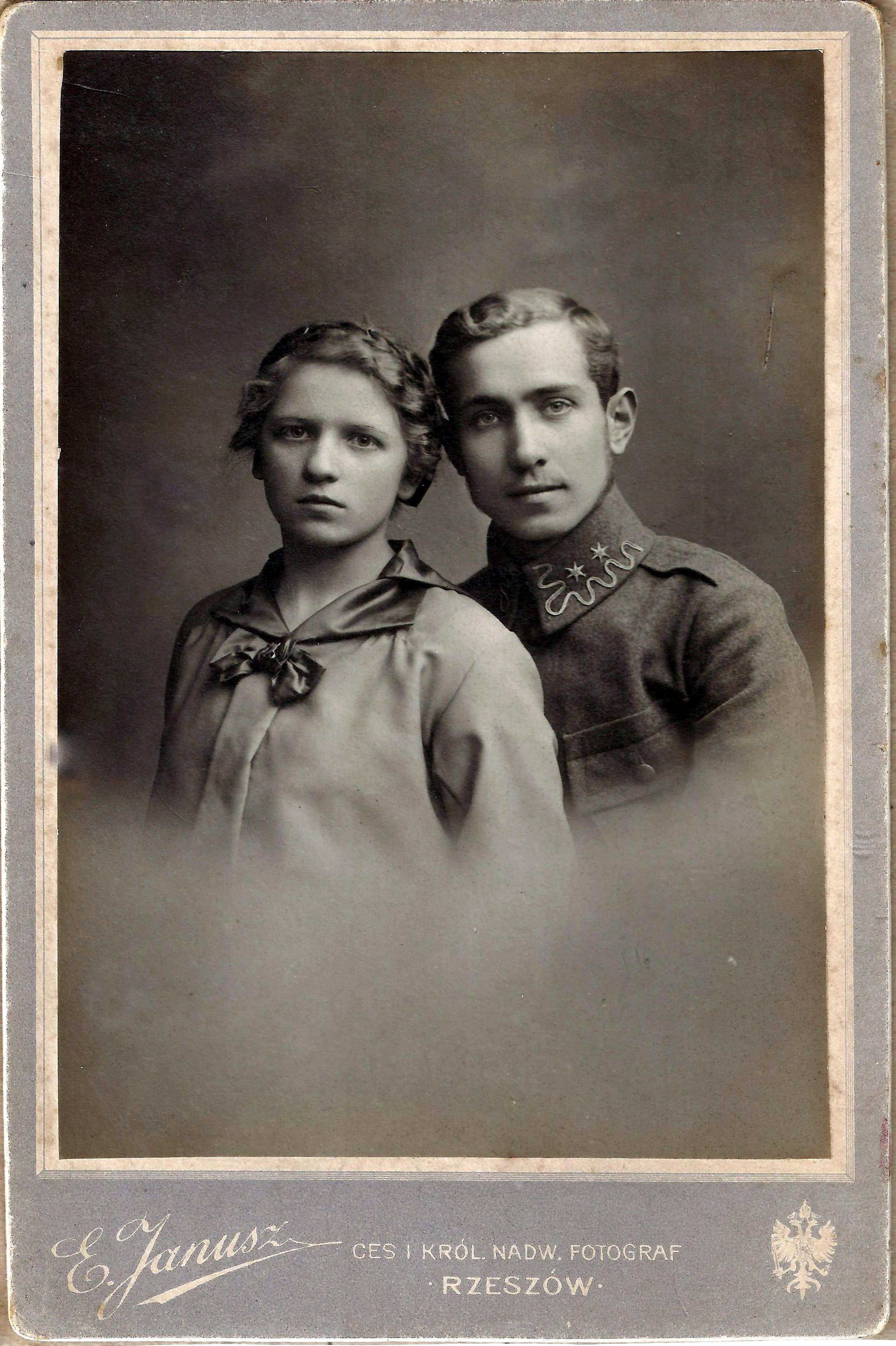
Jadwiga i Franciszek Tatkowscy

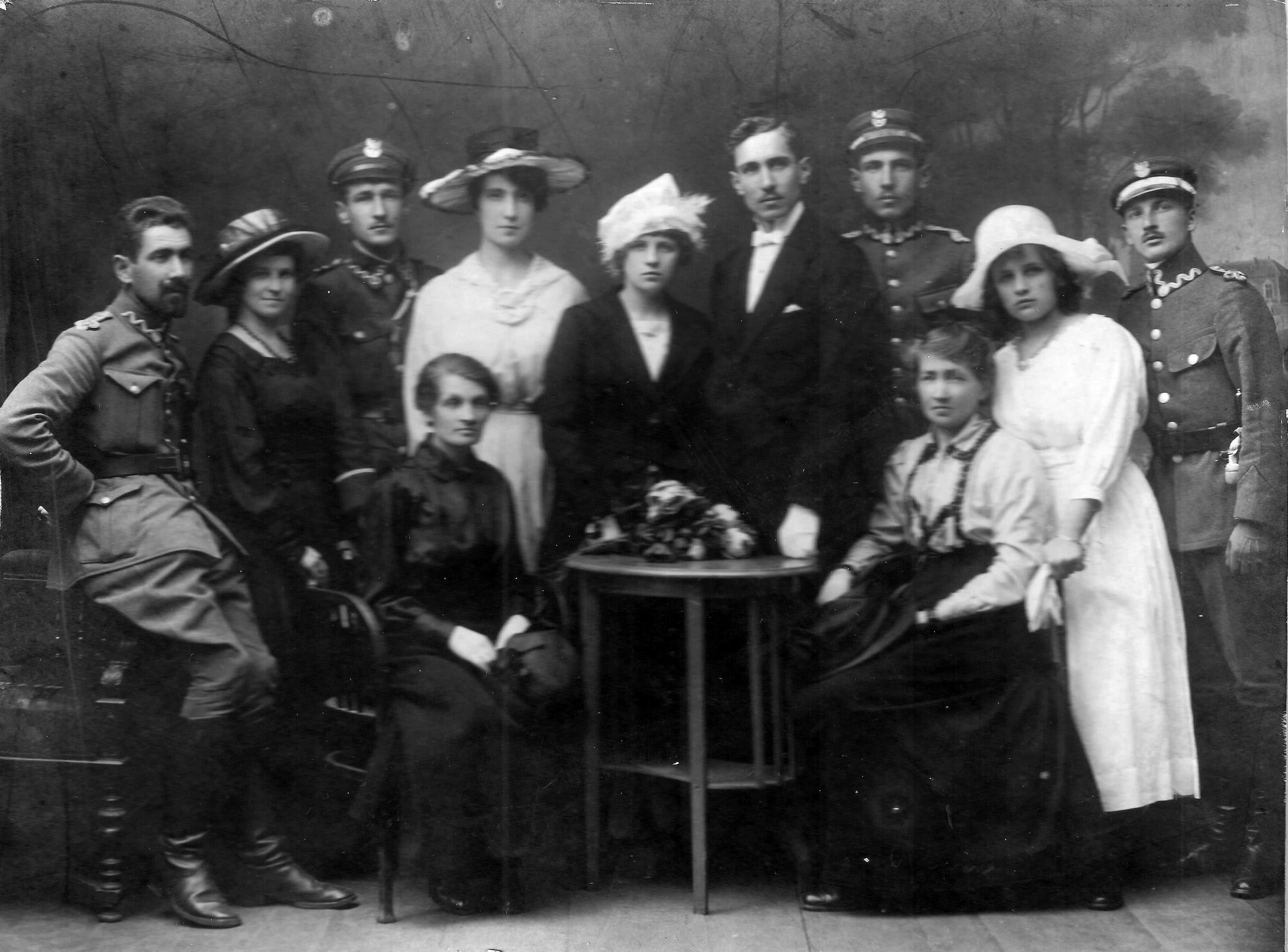
Ślub Tatkowskich (1919)

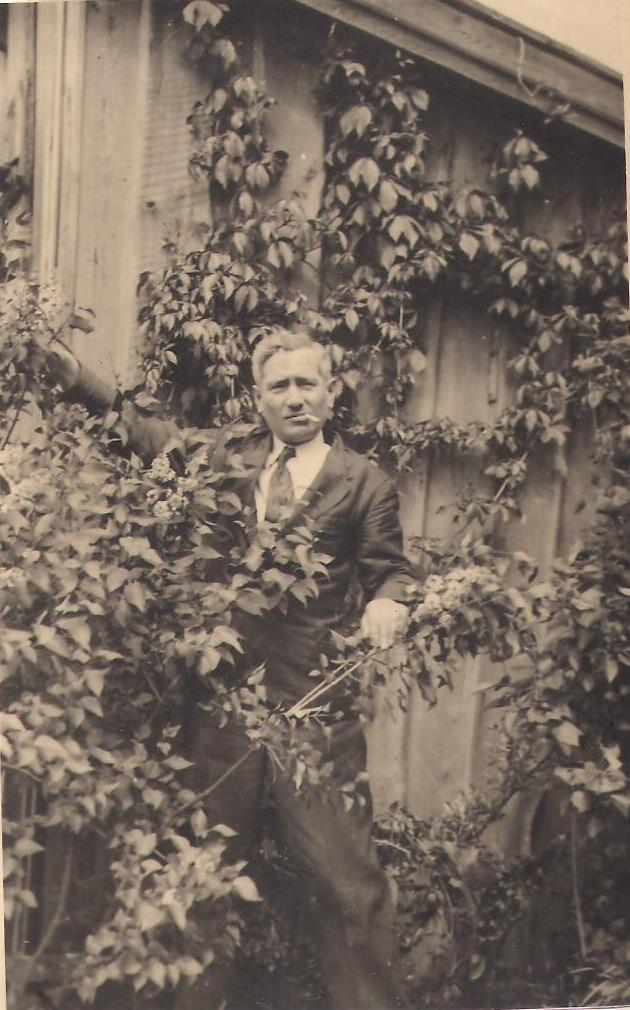
Tatkowski przed domem

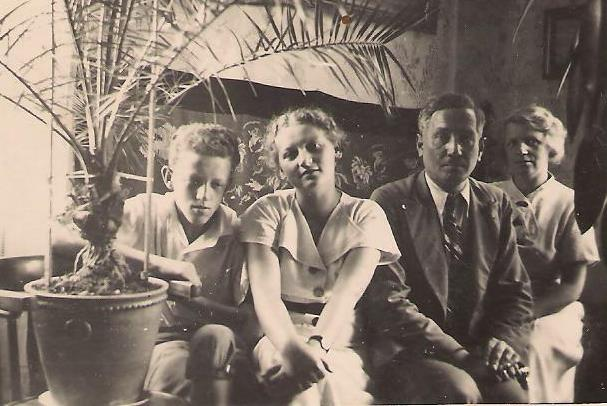
Zdjęcie rodzinne - sierpień 1937)

Franciszek Jan Tatkowski (ur. 28 grudnia 1894 w miejscowości Łąka, zm. 1940 na Firleju) − polski działacz samorządowy, burmistrz Skarżyska-Kamiennej, z zawodu nauczyciel.

## Życie
Po przybyciu do Skarżyska pracował jako główny księgowy Spółki Akcyjnej „Ekonomia”. Na posiedzeniu rady Miejskiej 22 października 1934 roku został burmistrzem Skarżyska-Kamiennej (od 30 października 1934 do 9 września 1939).
8 września 1939 roku wojska niemieckie zajęły Skarżysko. 
W październiku 1939 roku powstała Tajna Organizacja Wojskowa „Związek Orła Białego”, której aktywnym członkiem był burmistrz Franciszek Tatkowski. Organizacja Orła Białego (na skutek zdrady lub braku doświadczenia konspiracyjnego) została zinfiltrowana  przez niemiecki aparat bezpieczeństwa – aresztowano ponad 400 osób (była to zapewne zaplanowana akcja eksterminacji miejscowej inteligencji). 
Franciszek Tatkowski został aresztowany przez Gestapo 29 stycznia 1940 r. Więziony i okrutnie torturowany w czasie śledztwa (w Radomiu) wraz z innymi został zamordowany na Firleju 4 lipca 1940 r. 

### Rodzina
Żona: Jadwiga z domu Kalamarz (ślub 2 sierpnia 1919 w Rzeszowie).
Dzieci:
- Aleksandra Emilia Tatkowska (ur. 29 kwietnia 1920 roku w Rozłopach pow. Zamojski) – absolwentka Liceum Handlowego w Krakowie, działała w ruchu oporu (AK), aresztowana w 1944 przez gestapo[4].
- Jerzy Eugeniusz Tatkowski (ur. 25 października 1922 roku w Warszawie, zginął 16 stycznia 1945 roku na ulicy Staszica podczas bombardowania lotniczego), działał w ruchu oporu ZHP-AK („Lord”), kolportował m.in. prasę konspiracyjną[5].

## Odznaczenia
- Krzyż Niepodległości „za pracę w dziele odzyskania niepodległości”, przyznany zarządzeniem Pana Prezydenta Rzeczypospolitej Polskiej z dnia 16 marca 1937 roku[6].
- Srebrny Krzyż Zasługi, nadany przez Prezesa Rady Ministrów (na zasadzie art. 5 ustawy z 23 czerwca 1923 r. – Dz.U. R.P. Nr 62, poz. 458) „po raz pierwszy za zasługi na polu podniesienia stanu sanitarno-porządkowego” dnia 17 sierpnia 1938 roku[7]

## Upamiętnienie
W związku z 70. rocznicą rozstrzelania na Firleju została odsłonięta pamiątkowa tablica upamiętniająca pomordowanych(burmistrza Franciszka Tatkowskiego i wiceburmistrza Mariana Maciejewskiego) przy Urzędzie Miasta.